# Giovanni Battista Vaccarini

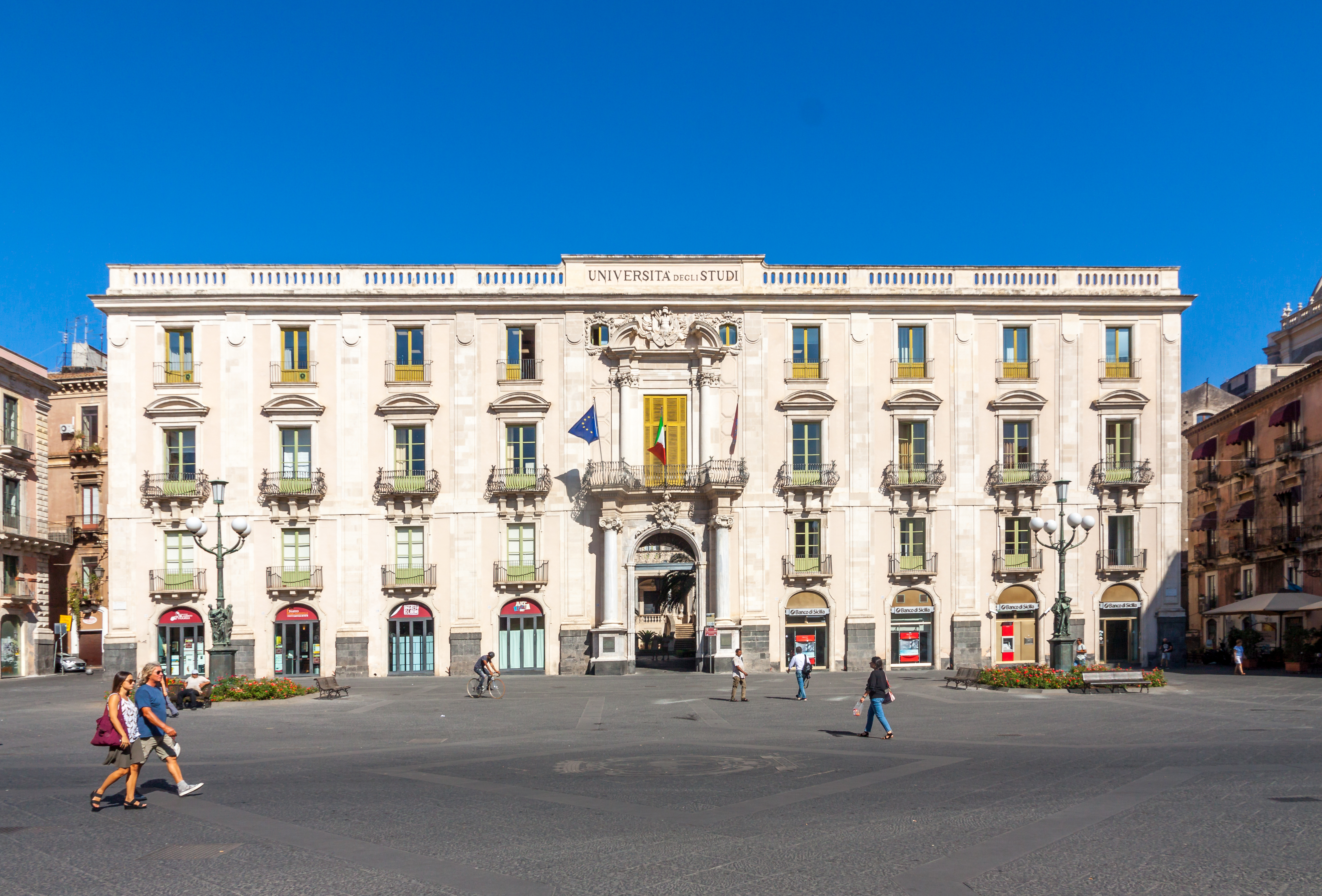
Palácio de San Giuliano

Giovanni Battista Vaccarini (Palermo, 3 de fevereiro de 1702 – Milão, 11 de março de 1768) foi um arquiteto italiano.

## Biografia
Arquiteto-chefe do senado de Palermo, completou depois a sua educação em Roma na escola de Carlo Fontana. Influenciado pela arquitetura local de Palermo, em particular por Tommaso Maria Napoli, arquiteto de formação austríaca e, por conseguinte, da escola barroca austríaca. Vaccarini passou a fazer parte da comitiva do Cardeal Pietro Ottoboni, patrono de Händel, Corelli e Juvarra. Em Roma estudou com Carlo Fontana que propôs a arte de Bernini e Borromini, segundo a ideia de uma síntese entre os estilos opostos dos dois arquitetos. Os exemplos de Nicola Michetti, Alessandro Specchi, Francesco de Sanctis e Filippo Raguzzini foram também muito importantes para a sua educação.
Tendo regressado ao Sicília por volta de 1730, Vaccarini trabalhou sobretudo em Catânia, dando um importante contributo para a reconstrução do plano urbano após o terremoto devastador de 1693. Na Piazza del Duomo, onde se encontra a Câmara Municipal (Palazzo Senatorio ou Palazzo degli Elefanti), também obra de Vaccarini (construída entre 1732 e 1750), o arquitecto mandou também colocar um obelisco de estilo egípcio, apoiado sobre a estátua tardo-antiga de um elefante em pedra de lava (a chamada Fonte do Elefante). A iconografia do elefante a suportar o obelisco faz lembrar o Hypnerotomachia Poliphili (romance alegórico impresso por Aldo Manuzio no final do século XV), no qual Gian Lorenzo Bernini também se inspirou para o famoso Pulcin della Minerva.

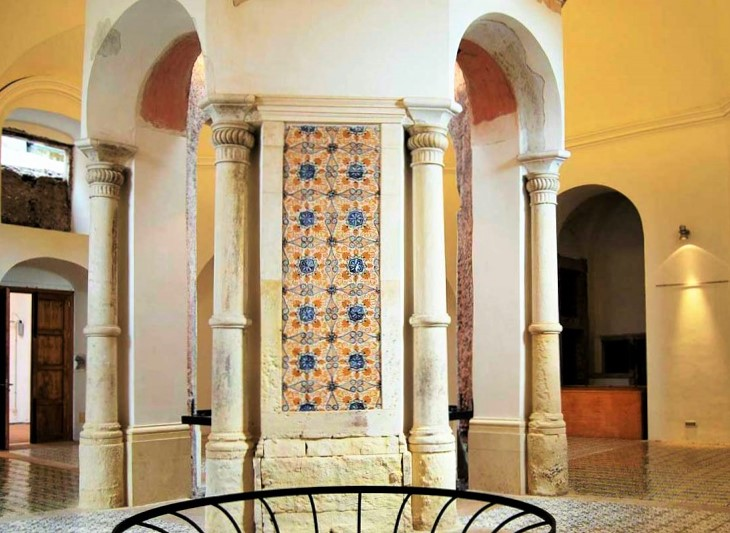
Cozinhas do século XVIII do Mosteiro de San Nicolò l'Arena, desenhadas por Vaccarini

No restauro da catedral de Sant'Agata (1732-1768), a parte que melhor mostra o estilo de Vaccarini é a fachada, animada por colunas e painéis alternados de mármore branco e pedra de lava.
Na mais pequena Igreja da Abadia de Sant'Agata, adjacente à catedral (1735), o arquiteto desenvolveu com originalidade algumas ideias borrominianas presentes na igreja de Sant'Agnese in Agone (Roma), patentes na planta central encimada por uma alta cúpula e na delicada fachada, movida por ligeiras ondulações côncavas e convexas e caracterizada por pilastras com capitéis muito originais. A delicadeza dos detalhes (molduras, balaustradas, janelas) era uma característica sempre presente nas suas obras, também derivada do seu período de formação romana.
Em 1756 Vaccarini permaneceu brevemente em Nápoles, onde colaborou com Luigi Vanvitelli na escolha dos mármores para o Palácio Real de Caserta e pôde atualizar-se estudando as obras do próprio Vanvitelli e de Ferdinando Fuga.
Os resultados desta actualização são visíveis na sua mais recente arquitectura em Catânia com influências neoclássicas vanvitellianas, como o Collegio Cutelli (1754) e a sua colaboração no projecto do São Nicolò l'Arena.
Trabalhando no projeto de planeamento urbano em Catânia, após o catastrófico terramoto de 1693 que destruiu a cidade, projetou alguns monumentos famosos no centro histórico, como o Palácio Universitário, Palácio de San Giuliano, Palácio Gioeni, Palácio Valle e também interveio na conclusão da igreja de San Benedetto na Via dei Crociferi.

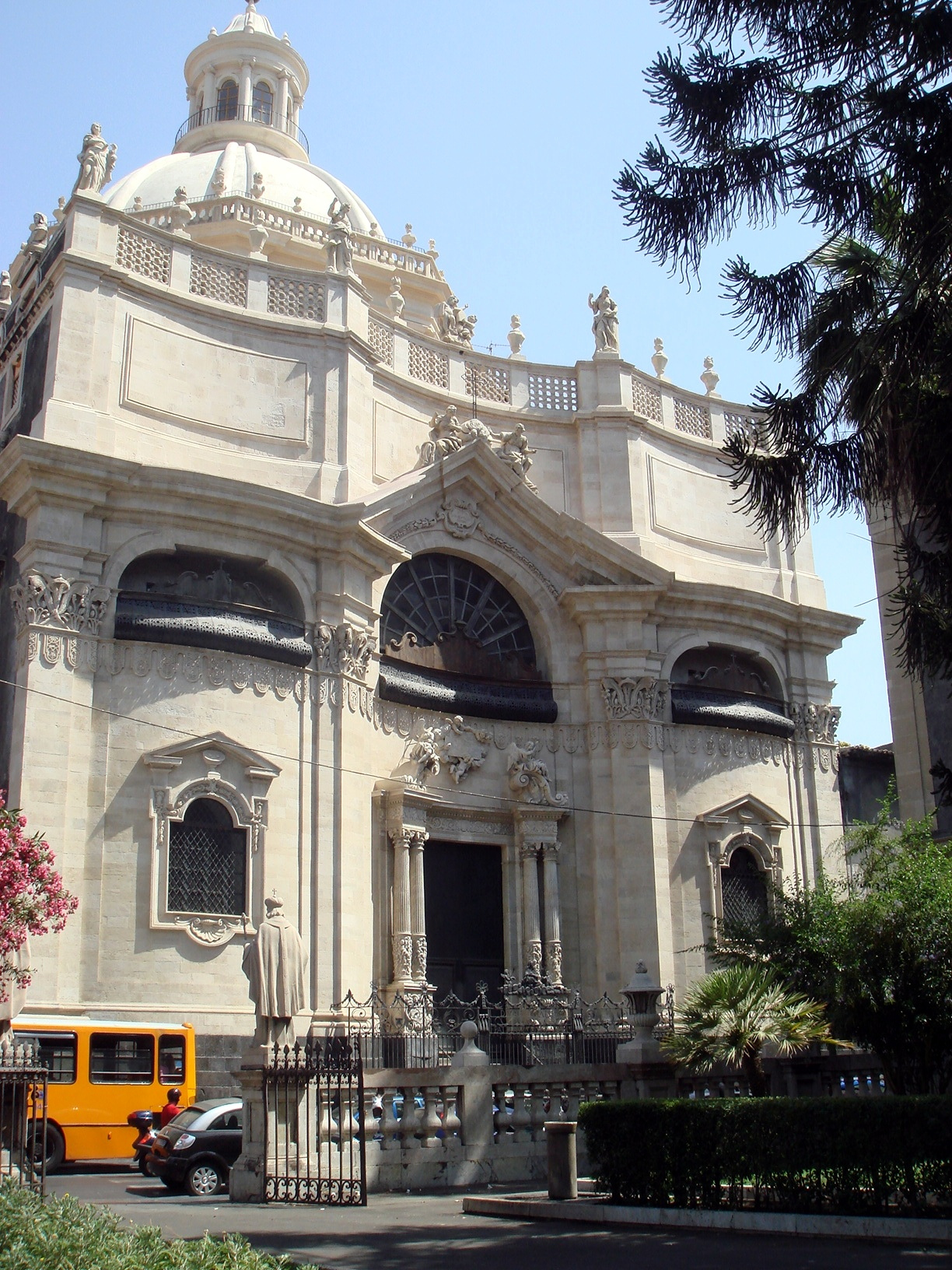
Igreja da Abadia de Santa Ágata (1767)

Vaccarini faleceu a Milazzo a 1768.